# Édouard Beugniot

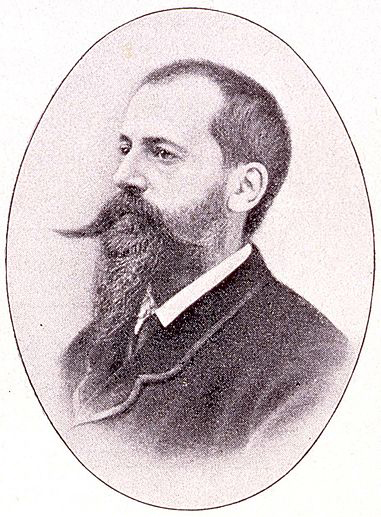
Édouard Beugniot

Jean Gaspard Édouard Beugniot (* 12. Februar 1822 in Masmünster; † 25. Oktober 1878 in Mülhausen) war ein französischer und deutscher Ingenieur und Lokomotiv-Bauer.

## Leben
Beugniot, Sohn Jean Claude Beugniots (Kassenführer der Spinnerei von Nicolas Koechlin (1781–1852) in Masmünster) und seiner Frau Henriette geb. Berger-Pfeffel, verließ 1837 Masmünster und begann eine Schlosser-Lehre in der Gießerei der Societé André Koechlin & Cie in Mülhausen.
1844 wurde Beugniot Chef der Lokomotiv-Abteilung der Societé André Koechlin & Cie, und 1846 beförderte André Koechlin ihn zum Ingenieur. Um 1860 entwickelte er den sogenannten Beugniot-Hebel zur Verbesserung der Kurvengängigkeit der Lokomotiven. Dieser Hebel wurde in zwei Lokomotiven der Compagnie des chemins de fer de Paris à Lyon et à la Méditerranée eingebaut, mit denen dann Testfahrten auf der Schweizerischen Centralbahn unter der Aufsicht des Ingenieurs Niklaus Riggenbach durchgeführt wurden.
Nachdem die Societé André Koechlin & Cie in die Elsässische Maschinenbau-Gesellschaft Grafenstaden übergegangen war, leitete Beugniot deren Lokomotiv-Werk in Mülhausen. 1872 gelang es ihm, Alfred de Glehn zur Mitarbeit in seinem Werk zu bewegen. 1878 wurde de Glehn Beugniots Nachfolger.
Der Beugniot-Hebel wurde in Deutschland unter anderem in den Lokomotiven der Baureihe 82 der Deutschen Bundesbahn, den Baureihen BR 105 und 106 der Deutschen Reichsbahn sowie in Lokomotiven der Maschinenbau Kiel angewendet.

## Ehrungen
- Ritter des Ritterordens der hl. Mauritius und Lazarus[2] (auf Veranlassung Viktor Emanuel II.)[5]
- Offizier des Ordens Karls III.[2] (auf Veranlassung der spanischen Regierung)[5]

## Veröffentlichungen
- Édouard Beugniot (zusammen mit Lebleu): Mémoire sur une locomotive de montagne système E. Beugniot construite par MM. A. Koechlin et Cie : suivi du rapport présenté au nom du comité de mécanique sur la locomotive de montagne de M. E. Beugniot (séance du 28 novembre 1860). A. Koechlin et Cie, Mülhausen 1860, 97 S.